# Alessandro Brizi
Alessandro Brizi (Poggio Nativo, 7 settembre 1878 – Roma, 14 gennaio 1955) è stato un economista e politico italiano.
Docente di economia alla Scuola superiore di agricoltura di Portici dal 1928, fu senatore e ministro dell'agricoltura nel governo Badoglio I.